# Audio Kollaps
Audio Kollaps ist eine Band aus Hannover, deren Musik eine Mischung zwischen Grindcore, Hardcore Punk und Death Metal ist.

## Geschichte
Audio Kollaps ist eine Nachfolgeband der Hardcore-/Crustcore-Band Recharge. Gegründet wurde die Gruppe 1998 mit dem Ziel, das Erbe von Recharge in noch extremere musikalische Gefilde zu führen. Im Januar 2000 wurde eine Split-EP mit Wolfbrigade aus Schweden sowie ein Song für eine finnische Rattus-Tribute-Compilation eingespielt. Im August 2000 wurde der Videoclip zum Lied 5 vor 12 abgedreht sowie ein Video eines Live-Gigs der Release-Party. Im März 2001 fuhren Audio Kollaps nach Schweden, um ihr erstes Album namens Ultima Ratio unter der Regie von Mieszko Talarczyk (Nasum) aufzunehmen, das im August 2002 erschien, gefolgt von einer Tour mit Viu Drakh und Accion Mutante. 2004 erschien die LP/CD Music from an Extreme Sick World auf Epistrophy, ein Album namens Panzer wurde im August 2008 veröffentlicht. 2009 folgte eine Split-EP mit der US-Band Desolation. 2012 verunglückte Bassist Andreas K. tödlich.

## Diskografie
- 2000: Split-EP 7" mit Wolfbrigade
- 2002: Ultima Ratio (LP/CD)
- 2004: Music from an Extreme Sick World (12"/CD)
- 2008: Panzer (LP/CD)
- 2009: Split-EP 7" mit Desolation